# Mieczysław Wachowski
Mieczysław Wachowski (ur. 21 grudnia 1950 w Bydgoszczy) – polski polityk.
W latach 1990–1995 szef Gabinetu Prezydenta RP, w latach 2014–2016 prezes fundacji Instytutu Lecha Wałęsy.

## Życiorys

### Wykształcenie i praca zawodowa
Ukończył Technikum Mechaniczno-Elektryczne w Bydgoszczy (1969), po czym podjął studia w Wyższej Szkole Morskiej w Gdyni, których nie ukończył. Następnie pracował w różnych zawodach: jako technik w Dyrekcji Rozbudowy Stoczni im. Komuny Paryskiej w Gdyni (1972–1974), specjalista w Zakładzie Farb Okrętowych w Gdyni (1974–1976), kierownik sekcji w Zarządzie Portu Gdynia (1976–1978). Następnie pracował jako kierowca. Podjął współpracę z powstającą na Wybrzeżu opozycją, m.in. rozwożąc drugoobiegowe czasopismo „Bratniak” (związane z Ruchem Młodej Polski).

### Działalność polityczna
We wrześniu 1980 został osobistym kierowcą i asystentem przewodniczącego NSZZ „Solidarność” Lecha Wałęsy. Jego obecność w otoczeniu przewodniczącego „Solidarności” budziła zaniepokojenie części działaczy, ze względu na pojawiające się już wtedy podejrzenia o jego współpracę ze Służbą Bezpieczeństwa. Po stanie wojennym nie utrzymywał kontaktów z Wałęsą i „Solidarnością”, by ponownie pojawić się w otoczeniu Wałęsy w 1989, jako jego osobisty sekretarz.
Po wygranych przez Lecha Wałęsę wyborach prezydenckich w 1990 został zatrudniony w Kancelarii Prezydenta RP jako podsekretarz stanu i szef gabinetu prezydenta. Cieszył się dużym zaufaniem prezydenta, który w krótkim czasie awansował go kolejno na sekretarza i ministra stanu. Jego nieformalne wpływy w Kancelarii Prezydenta były jedną z przyczyn konfliktu, który doprowadził do zerwania współpracy z Lechem Wałęsą przez część urzędników kancelarii (związanych głównie z Porozumieniem Centrum), m.in. braci Jarosława i Lecha Kaczyńskich.
Podejrzany o przyjęcie w 1993 łapówki w wysokości 150 tys. dolarów, w zamian za którą Lech Wałęsa skorzystał z prawa łaski wobec Andrzeja Zielińskiego ps. „Słowik”. W kolejnych latach narastało wokół jego osoby coraz więcej wątpliwości. Przypisywano mu rolę szarej eminencji, mającej duży i szkodliwy wpływ na osobę Lecha Wałęsy oraz w nieformalny sposób wpływającej na służby specjalne i siły zbrojne, wykorzystującej te instytucje dla osobistych rozgrywek politycznych z opozycją. Szczególnie środowisko Porozumienia Centrum (m.in. Jarosław Kaczyński) podnosiło zarzuty jego rzekomej współpracy ze Służbą Bezpieczeństwa czy nawet pracy w niej na etacie kadrowego oficera oraz wykorzystywania Urzędu Ochrony Państwa dla inwigilacji prawicy.
W sierpniu 1995, tuż przed wyborami prezydenckimi został odwołany ze stanowisk zajmowanych w Kancelarii Prezydenta RP, pozostając formalnie jej pracownikiem aż do czasu objęcia obowiązków głowy państwa przez Aleksandra Kwaśniewskiego.
W późniejszych latach ponawiane były wobec niego przez różne środowiska polityczne rozmaite zarzuty. Lech Kaczyński nazwał go w wywiadzie radiowym „wielokrotnym przestępcą”, co skutkowało następnie procesem, w którym Sąd Rejonowy w Warszawie wydał wyrok niekorzystny dla Kaczyńskiego. Po apelacji Lecha Kaczyńskiego, Sąd Okręgowy w Warszawie wyrokiem z 14 grudnia 2005 skierował sprawę do ponownego rozpoznania. Na mocy przepisów Konstytucji RP, od 23 grudnia 2005 (w związku z objęciem urzędu prezydenta i chroniącego go immunitetu prezydenckiego) postępowanie karne uległo zawieszeniu, a możliwość przedawnienia ewentualnego przestępstwa wstrzymana. Do zakończenia sprawy nie doszło z powodu śmierci Lecha Kaczyńskiego w katastrofie pod Smoleńskiem 10 kwietnia 2010.
29 września 2014 zastąpił Piotra Gulczyńskiego na stanowisku prezesa Instytutu Lecha Wałęsy. We wrześniu 2016 przestał pełnić tę funkcję.

### Postępowania karne
We wrześniu 2005 został zatrzymany przez funkcjonariuszy ABW. Prokuratura postawiła mu zarzuty płatnej protekcji i pomocnictwa przy płatnej protekcji oraz zarzut ukrywania dokumentów.
18 stycznia 2007 funkcjonariusze ABW ponownie dokonali zatrzymania Wachowskiego pod zarzutem obietnicy płatnej protekcji w wysokości 2 mln zł, za którą to sumę Wachowski obiecał wypuszczenie z aresztu śledczego jednego z podejrzanych. Za czyn ten grozi do 10 lat pozbawienia wolności. 21 lutego 2007 został zwolniony za kaucją w wysokości 200 tysięcy złotych, którą wpłacił Lech Wałęsa.
18 stycznia 2008 sąd nieprawomocnie skazał Wachowskiego na pół roku więzienia w zawieszeniu za składanie fałszywych zeznań.
22 października 2013 Mieczysław Wachowski został wyrokiem sądu oczyszczony z wszelkich zarzutów. W przypadku jednego z nich sąd uznał, że swoim zachowaniem "wyczerpał on znamiona czynu", ale umorzył sprawę ze względu na przedawnienie.